# Spectrotrota fimbrialis
Spectrotrota fimbrialis är en fjärilsart som beskrevs av W. Warren 1891. Spectrotrota fimbrialis ingår i släktet Spectrotrota och familjen mott. Inga underarter finns listade i Catalogue of Life.

## Bildgalleri

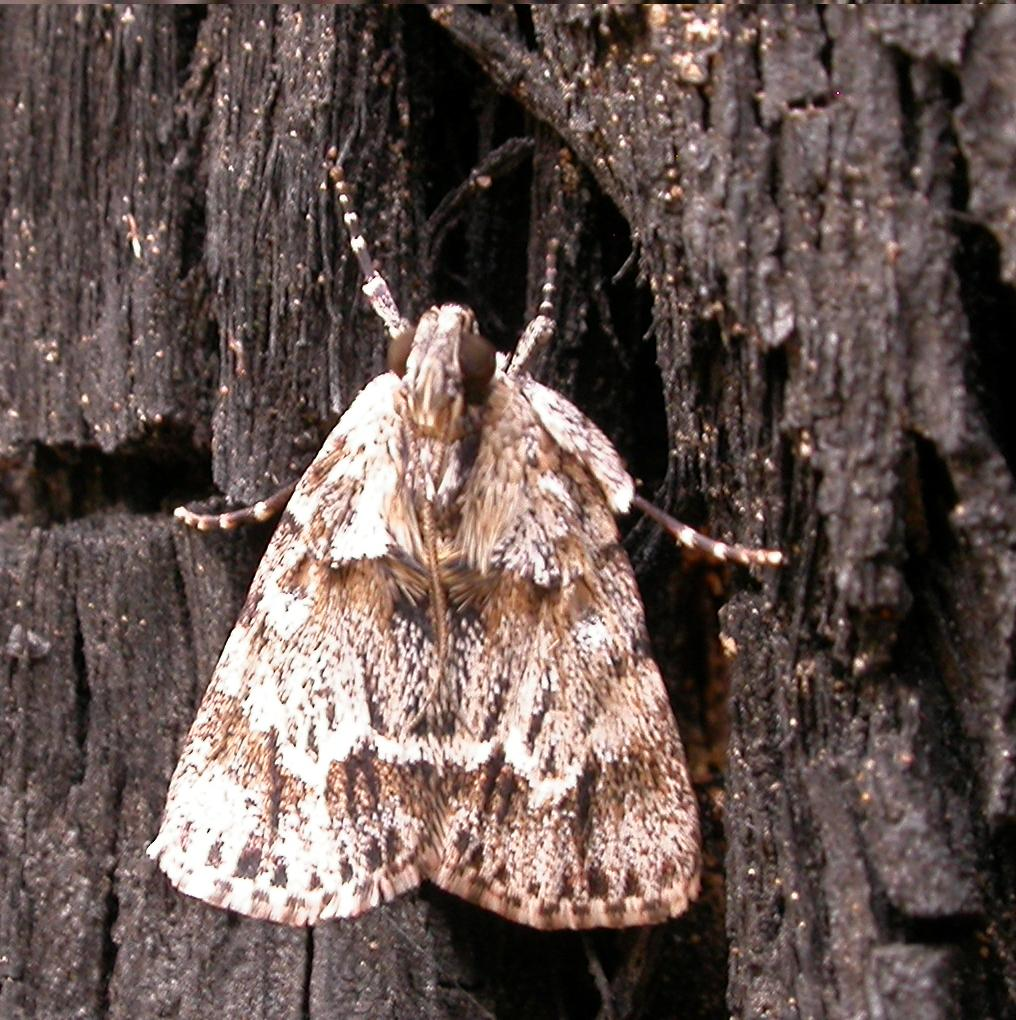
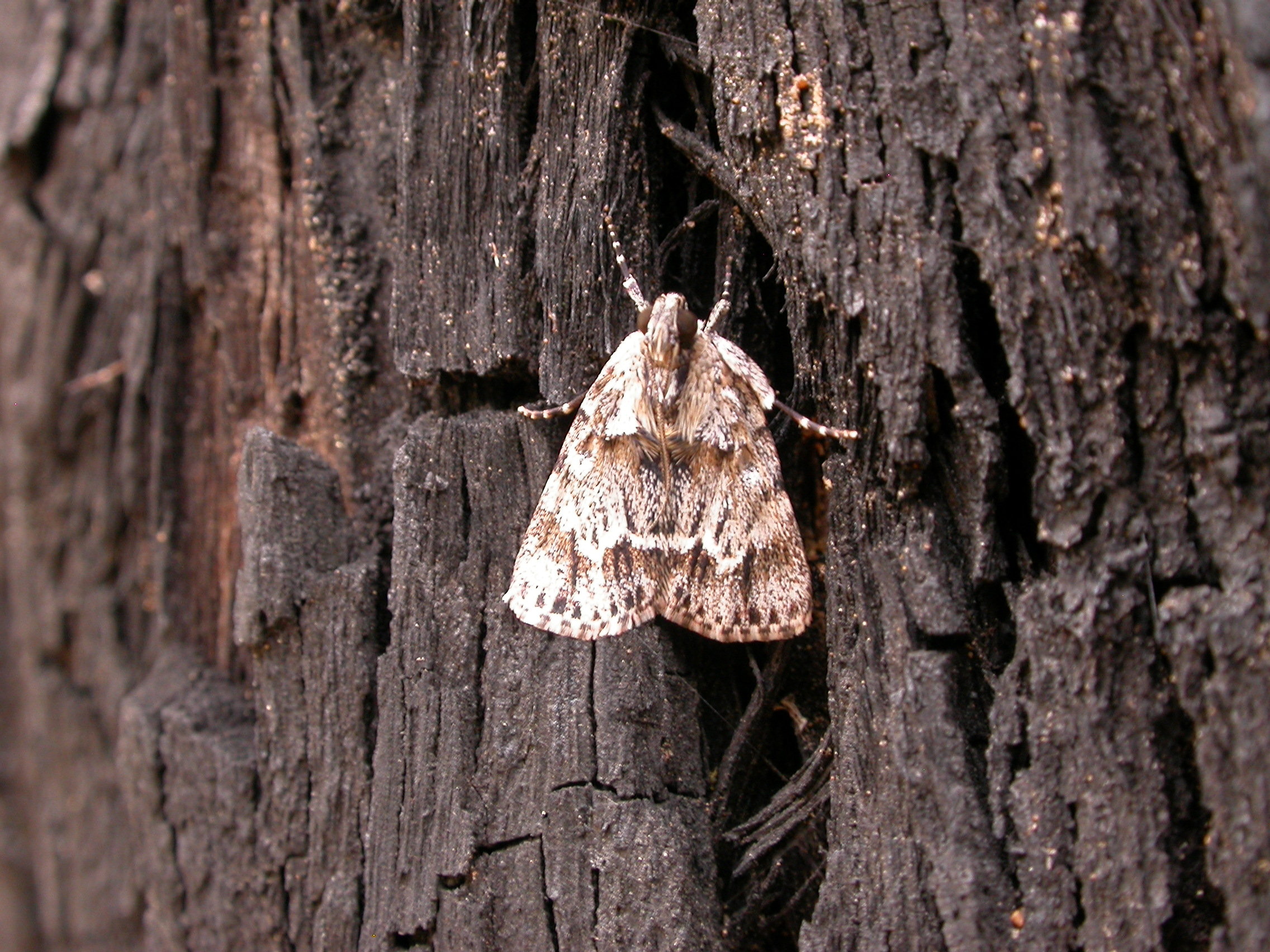
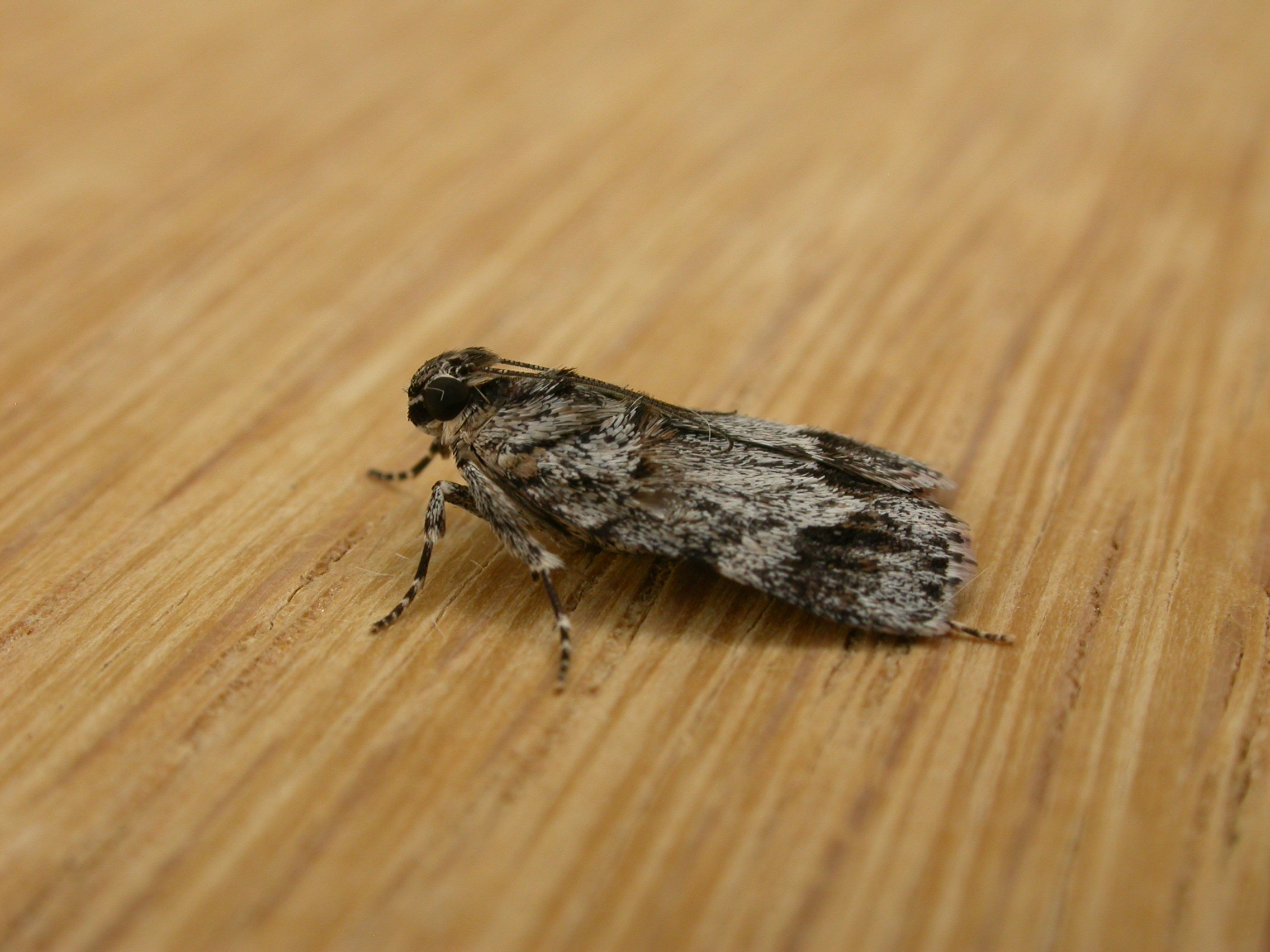
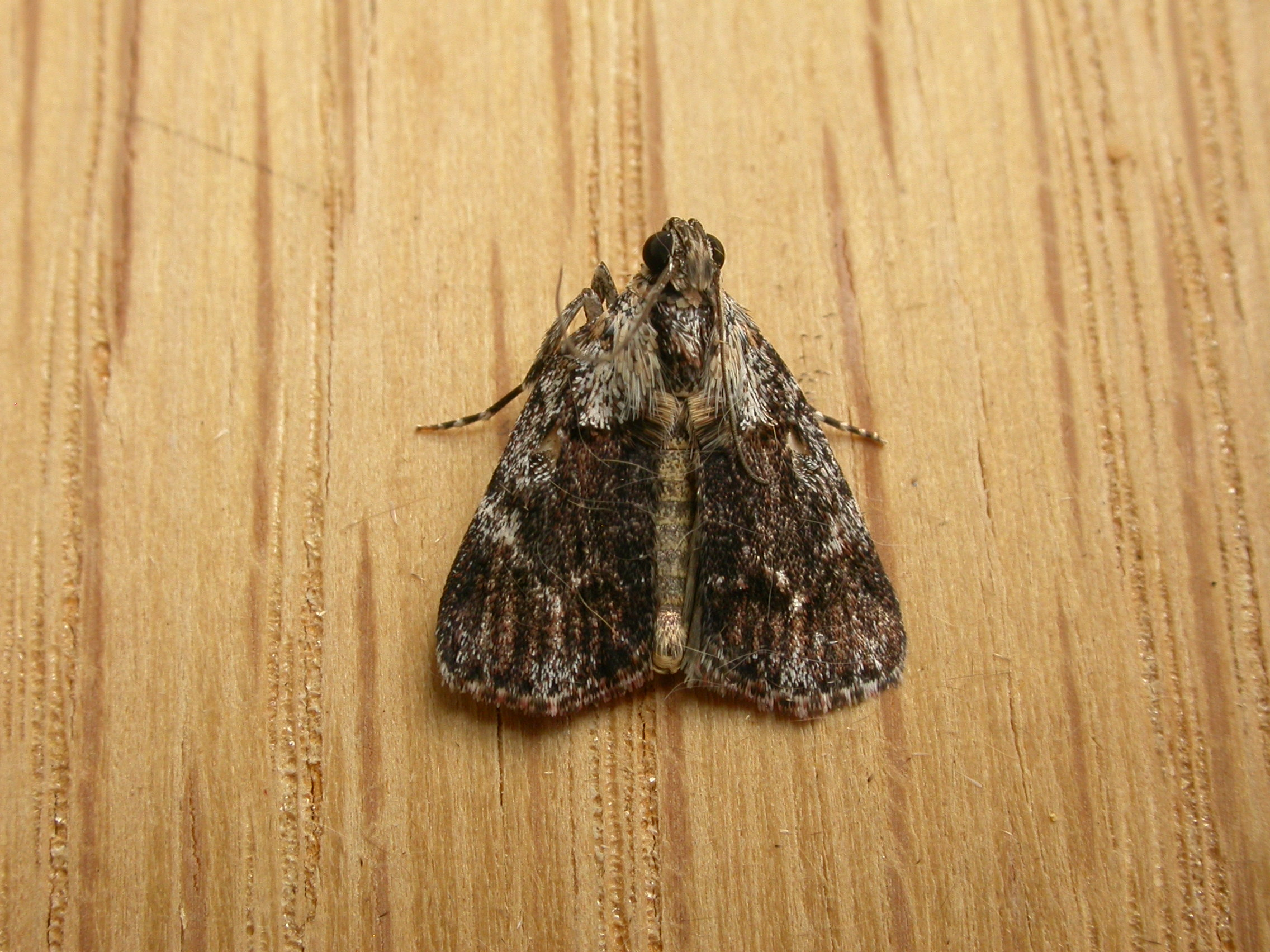